# Pauingassi First Nation
Pauingassi First Nation är ett reservat i Kanada.   Det ligger i provinsen Manitoba, i den sydöstra delen av landet, 1 600 km väster om huvudstaden Ottawa. Pauingassi First Nation ligger vid sjön Fishing Lake.
Runt Pauingassi First Nation är det glesbefolkat, med 8 invånare per kvadratkilometer.